# Mémorial du 24 avril
Le Mémorial du 24 avril (ou Mémorial du 11 avril dans l'édition originale positionnée sur le calendrier julien, arménien : « Յուշարձան ապրիլ տասնըմէկի ») est l'ouvrage majeur de l'écrivain arménien Teotig publié en 1919 à Constantinople commémorant la rafle des intellectuels arméniens marquant le début du génocide.

## Historique
En 1919, quatre ans après la rafle des intellectuels arméniens du 24 avril 1915 à Constantinople, au lendemain de l'armistice de Moudros, alors que la capitale ottomane est occupée par les Alliés, un groupe de survivants du génocide arménien, dont Méroujan Barsamian ou Sirouni (Hagop Jololian), constitué en « Comité de commémoration », se donne pour mission de redonner un nom et un visage au souvenir des disparus. Ils demandent à Teotig, écrivain et éditeur réputé, de préparer une publication à l'occasion de la première commémoration de cette date.
Sur la couverture de l'ouvrage figure une photographie du monument érigé à la mémoire des victimes des massacres au sein de l'ancien cimetière arménien de Saint-Hagop (Sourp Hagop), aussi connu sous le nom de cimetière arménien de Pangaltı (qui se trouvait approximativement sur l'emplacement actuel de la place Taksim). Premier monument dédié au génocide, il est toutefois ensuite détruit.

## Contenu
Le Mémorial du 24 avril se compose de deux parties :
- La première partie (p. 1-23) consiste en un corpus biographique qui recense 761 personnalités arméniennes de la capitale et des provinces arrêtées et éliminées : députés, écrivains, journalistes, enseignants, avocats, médecins, soldats, artisans, ecclésiastiques…
- La seconde partie (p. 24-128) consiste en des témoignages de rescapés, dont les deux premiers s'intéressent aux deux principaux centres où l'élite a été déportée puis exécutée :
  - celui de Puzant Bozadjian, intitulé « Vers Ayache » (Դեպի Այաշ, p. 95-112), qui décrit les arrestations et la déportation au fin fond de l'Anatolie,
  - celui de Mikael Chamdandjian, intitulé « Souvenirs de Tchanguere » (Չանղըրըէն վերյիշումներ, p. 113-121), qui témoigne en particulier des derniers jours de Daniel Varoujan et de Roupen Sévag.
  - on y trouve aussi un court texte intitulé « Les victimes parmi les intellectuels du clergé » (Նահատակ մտաւորական եկեղեցականները, p. 122-123) de Mesrob Naroyan (futur patriarche arménien de Constantinople), suivi d'un texte intitulé « Les victimes dans la Congrégation des Pères Mekhitaristes » (Մխիթարեան Զոհեր, p. 124-127) par le père Arsène Ghaziguian[2].

## Éditions
Édition originale :
- (hy) Teotig, Յուշարձան ապրիլ տասնըմէկի [« Mémorial du 11 avril »], Constantinople, O. Arzouman,‎ 1919, 128 p. (lire en ligne)

Édition traduite en français :
- Teotig (trad. Alice Der Vartanian et Houri Varjabédian), Mémorial du 24 avril, Toulouse, Éditions Parenthèses, coll. « Diasporales », 2016, 176 p. (ISBN 978-2-86364-300-6, BNF 44451774)